# Solidaridad Española
Die Solidaridad Española war eine rechtsextreme spanische Partei, die vom vormaligen Oberstleutnant der Guardia Civil, Antonio Tejero, gegründet wurde. Die Partei kandidierte bei den spanischen Parlamentswahlen 1982, die eineinhalb Jahre nach dem gescheiterten Putschversuch Tejeros stattfanden, für den Kongress und den Senat. Das Ziel der Partei war es, ein Mandat für Tejero zu erreichen , das ihm die parlamentarische Immunität verliehen hätte. Der Prozess vor einem Militärgericht gegen Tejero wegen seines Putschversuchs hätte damit nicht fortgeführt werden können. 
Die Wahlkampagne der Partei verwendete die eigentümliche Losung „Betrete mit Tejero das Parlament!“. Die Partei trat in einigen Wahlkreisen an und erhielt 28.451 Stimmen bzw. 0,14 %. Weder im Kongress noch im Senat erreichte die Partei damit ein Mandat. Nach der Wahl löste sich die Partei auf.